# Гелен Келлер
Ге́лен А́дамс Ке́ллер (англ. Helen Adams Keller; 27 червня 1880, Таскамбія, штат Алабама — 1 червня 1968) — сліпоглуха американська письменниця, політична активістка, громадська діячка і викладачка, піонерка кінематографа. Соціалістична та християнська феміністка. Історія Келлер та її вчительки й подруги, Енн Салліван, стала відомою завдяки автобіографії Келлер, «Історія мого життя» і її адаптаціях на екрані та сцені, «Створила диво». Сьогодні у місці її народження в Таскамбії знаходиться музей, що спонсорує «День Гелен Келлер». 19 червня 1980 року (на 100-річні роковини) 39-й президент США Джиммі Картер указом № 4767 визнав досягнення Келлер та офіційно проголосив 27 червня того ж року «Днем Гелен Келлер».
Членкиня Соціалістичної партії Америки й організації Індустріальні робітники світу, виступала за виборче право для жінок, права робітників, соціалізм, антимілітаризм. Включена до Зали слави жінок Алабами у 1971 році, перший рік його заснування, та була одною з 12 осіб, включених до Залу слави письменників Алабами у 2015 році.

## Життєпис
Народилася 27 червня 1880 в маєтку Айві Грін (Таскамбія, Алабама) в сім'ї капітана Артура Келлера і Кейт Адамс Келлер. У перші півтора року життя була звичайною здоровою дитиною, поки у 19 місяців її не уразила хвороба, яку лікарі визначили як «гостре закупорення судин шлуночків головного мозку». Ймовірно мова йшла про менінгіт з тяжкими ускладненнями. Хвороба тривала недовго, проте позбавила Гелен слуху і зору. До семи років вона придумала понад 60 різних знаків, щоб спілкуватися з сім'єю.

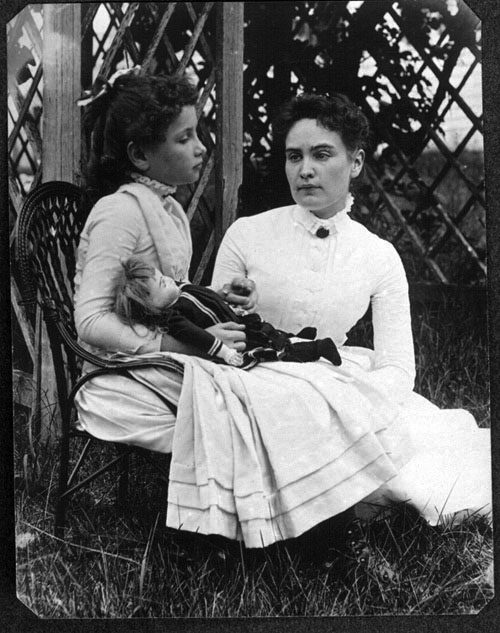
Гелен Келлер у 8-річному віці зі своєю вчителькою Енн Салліван

У 1886 році мати Гелен надихнулася прикладом успішного навчання сліпоглухої Лорі Бріджман, описаної Чарльзом Діккенсом у «Американських записках», вирушила в Балтімор до лікаря, що спеціалізувався на проблемах сліпоглухих. Він познайомив її з науковцем і винахідником Александром Беллом, який працював з глухими дітьми. Белл порадив батькам Гелен зв'язатися з Михаїлом Анагносом, директором Школи Перкінса для сліпих в Бостоні, Массачусетс, в якій раніше навчалася Бріджман. Школа виділила для Гелен 20-річну вчительку Енн Салліван, що й сама мала розлад зору. Їхня зустріч відкрила період спільної роботи тривалістю у 49 років.
Салліван вимагала у батька, щоб дівчинку ізолювали від решти членів сім'ї в маленькому будинку в саду. Її першим завданням було вселити Гелен поняття про дисципліну. Прорив у спілкуванні з нею трапився, коли Гелен одного разу зрозуміла, що особливі дотики Енн до її руки, які та здійснювала, обливаючи її руку холодною водою, означають поняття «вода». Після цього Гелен вимагала дедалі нових назв для позначення предметів, що оточували її, включаючи даровану ляльку.
У 1890 році, коли Гелен виповнилося 10 років, їй розповіли історію про сліпоглуху дівчинку з Норвегії Рагнільде Каата (Ragnhild Kaata), яка змогла навчитися говорити. Це надихнуло її, і під керівництвом Салліван Гелен навчилася осмислено думати та говорити за методом Тадоми: торкаючись до губ людини, що говорить, вона відчувала їх вібрацію, тоді як Салліван позначала букви на її долоні. Гелен також навчилася читати англійською, французькою, німецькою, грецькою і латиною за методом Брайля.

### Вища освіта

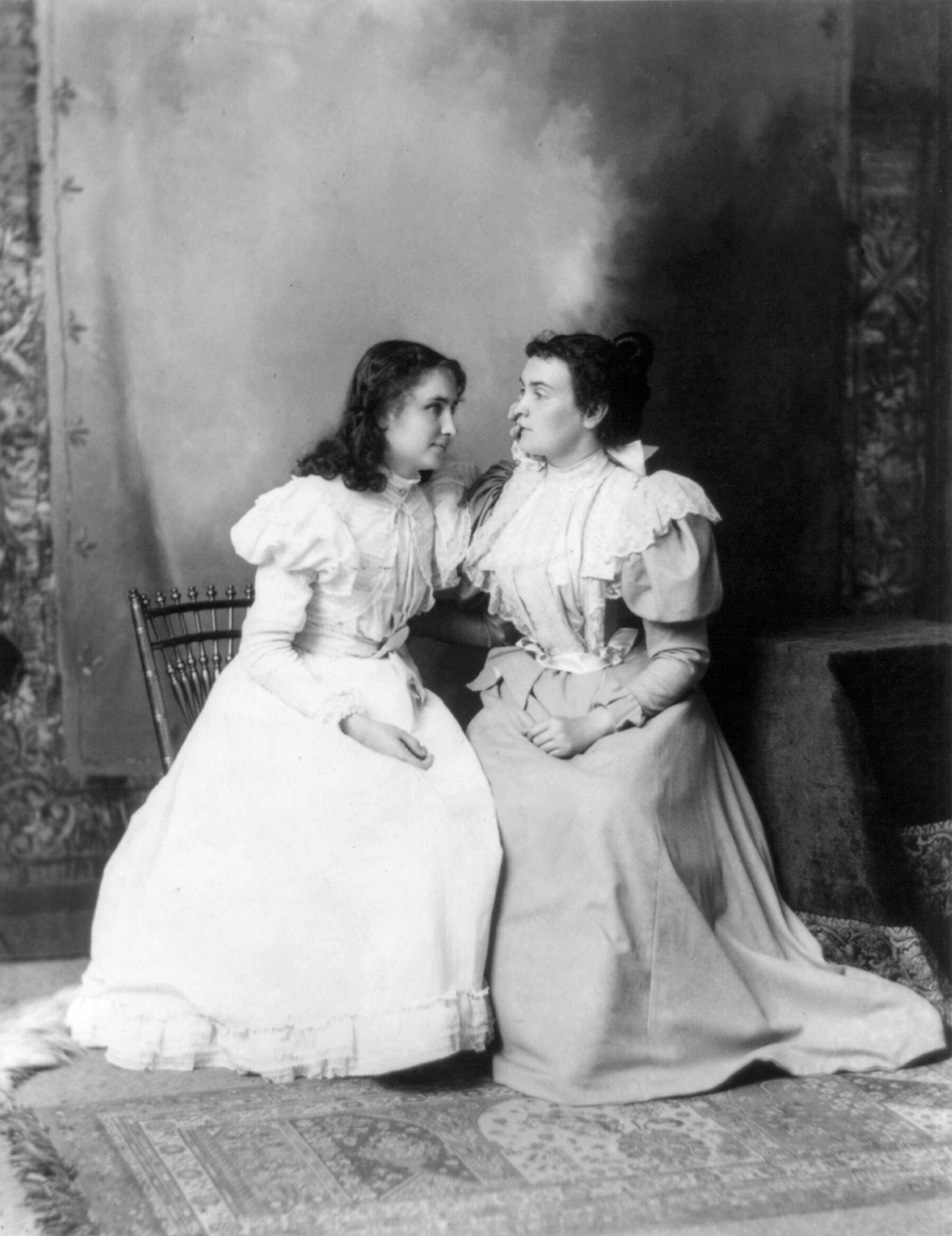
17-річна Гелен Келлер читає по губах Енн Салліван

У 1888 році почала відвідувати заняття в Школі Перкінса для сліпих. 1894 року з Енн Саліван переїхали до Нью-Йорка, де стали відвідувати Школу Райта-Гьюмасона для глухих. У 1898 році повернулися до Массачусетсу, де Келлер вступила в Кембридзьку школу для дівчат і незабаром, у 1900 році, отримала дозвіл на навчання в Коледжі Редкліфф.
Чотирма роками раніше, у травні 1896 року, Марк Твен і Генрі Роджерс, капіталіст, бізнесмен, індустріаліст, фінансист і філантроп, вперше побачили 16-літню Келлер в Нью-Йорку, в будинку письменника-редактора Лоуренса Гуттена. У 1900 році Марк Твен, шанувальник здібностей і обдарованості Келлер, звернувся в листі до дружини свого друга Еміль Роджерс. Твен відізвався про Гелен як про «дивовижну дитину» і виразив надію, що їй не доведеться залишити навчання внаслідок бідності. Він закликав Еміль поговорити з Роджерсом, поговорити з рештою глав «Стандард Ойл». Генрі та Еміль Роджерс забезпечили вищу освіту для Гелен в Редкліффі, а також підтримували її багато років опісля щомісячною стипендією.
У 1904 році 24-річна Келлер на відмінно (cum laude) закінчила Редкліфф, ставши першою сліпоглухою людиною, що здобула вищу освіту.

## Політична активність
Келлер здобула світову славу як лекторка та авторка. Вона запам'яталася як адвокатка тих, хто з численних причин стали непрацездатними. Була суфражисткою, пацифісткою, опозиціонеркою Вільсона, радикальною соціалісткою і прихильницею заходів контрацепції. У 1915 році Келер заснувала Гелен Келлер Інтернешнл, неприбуткову організацію для запобігання сліпоті. У 1920 р. допомагала засновувати Американський союз за громадянські свободи (англ. American Civil Liberties Union, ACLU). Келлер і Салліван здійснили подорож через 39 країн, включаючи кілька відвідин Японії, де стали улюбленицями японців. Келлер зустрічалася з кожним американським президентом від Гровера Клівленда до Ліндона Джонсона, і була подругою багатьох відомих людей, включаючи Александра Белла, Чарлі Чапліна та Марка Твена.
Більшу частину свого життя Келер присвятила збиранню коштів для своєї Американської Фундації Сліпих.
Написала й опублікувала понад десять книг про себе, свої відчуття, навчання, світогляд і розуміння релігії, серед яких «Світ, в якому я живу», «Щоденник Гелен Келлер». Виступала за включення сліпоглухонімих в активне життя суспільства.
Гелен Келлер померла 1 червня 1968 року, за 26 днів до свого 88-річчя. Панахида пройшла у вашингтонському Національному Соборі. Урна з її прахом встановлена в стіні собору, там же, де покоїться прах її вчительок Енн Салліван і Поллі Томпсон.

## Нагороди

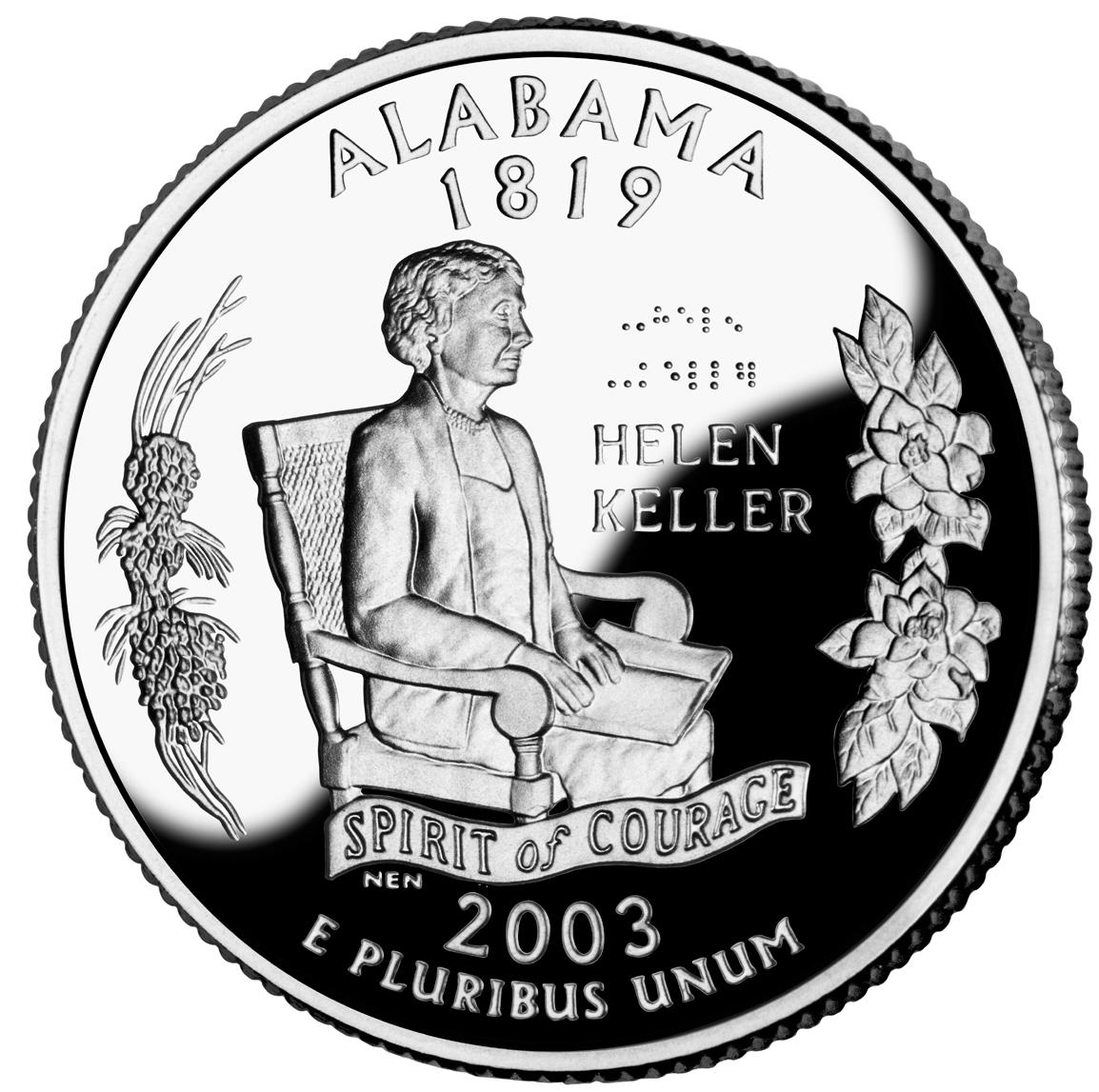
Гелен Келлер на 25-центовій монеті

14 вересня 1964 року Президент США Ліндон Джонсон нагородив Гелен Келлер Президентською Медаллю Свободи, однією з двох найвищих цивільних нагород США.
У 1965 році Гелен Келлер було обрано до Залу Жіночої Слави.

## У мистецтві та культурі
Історія Гелен Келер та її наставниці лягла в основу знаменитої п'єси Вільяма Гібсона «Створила диво» (1959 рік), екранізованої в 1962 році. П'єсу часто ставили в театрах.